# A Devil's Chaplain
A Devil's Chaplain: Reflections on Hope, Lies, Science, and Love är en bok från 2003 med utvalda essäer av biologen Richard Dawkins. I boken diskuterar Dawkins bland annat pseudovetenskap, genetisk determinism, memetik, terrorism, religion och kreationism.